# Volksabstimmungen in der Schweiz 1997
Dieser Artikel bietet eine Übersicht der Volksabstimmungen in der Schweiz im Jahr 1997.
In der Schweiz fanden 1997 auf Bundesebene fünf Volksabstimmungen statt, im Rahmen zweier Urnengänge am 8. Juni und am 28. September. Dabei handelte es sich um drei Volksinitiativen, ein obligatorisches Referendum und ein fakultatives Referendum.

## Abstimmungen am 8. Juni 1997

### Ergebnisse
| Nr. | Vorlage                                                                   | Art | Stimm- berechtigte | Abgegebene Stimmen | Beteiligung | Gültige Stimmen | Ja        | Nein      | Ja-Anteil | Nein-Anteil | Stände | Ergebnis |
| --- | ------------------------------------------------------------------------- | --- | ------------------ | ------------------ | ----------- | --------------- | --------- | --------- | --------- | ----------- | ------ | -------- |
| 434 | Eidgenössische Volksinitiative «EU-Beitrittsverhandlungen vors Volk!»     | VI  | 4'614'860          | 1'635'564          | 35,44 %     | 1'606'160       | 0'416'720 | 1'189'440 | 25,95 %   | 74,05 %     | 0:23   | nein     |
| 435 | Eidgenössische Volksinitiative «für ein Verbot der Kriegsmaterialausfuhr» | VI  | 4'614'860          | 1'636'833          | 35,47 %     | 1'605'033       | 0'361'164 | 1'243'869 | 22,50 %   | 77,50 %     | 0:23   | nein     |
| 436 | Bundesbeschluss über die Aufhebung des Pulverregals                       | OR  | 4'614'860          | 1'626'896          | 35,25 %     | 1'543'211       | 1'268'162 | 0'275'049 | 82,18 %   | 17,82 %     | 23:0   | ja       |

### EU-Beitrittsverhandlungen vors Volk
Nach der Ablehnung des EWR-Beitritts im Dezember 1992 forderten die Schweizer Demokraten und die Lega dei Ticinesi den Abbruch jeglicher Verhandlungen über einen möglichen Beitritt der Schweiz zur Europäischen Union, bis Volk und Stände einer neuerlichen Aufnahme zustimmen würden. Zu diesem Zweck reichten sie im Januar 1994 eine Volksinitiative ein. Bundesrat und Parlament wiesen das Begehren zurück. Es sei unlogisch und widerspreche dem Geist der Bundesverfassung, wenn bereits über die Aufnahme von Verhandlungen eine Abstimmung stattfinden müsste. Ausser den beiden genannten Parteien unterstützten nur die FPS und die EDU die Vorlage. Die Befürworter fielen im Abstimmungskampf vor allem durch abstruse Behauptungen auf. So unterstellten sie dem Bundesrat, er würde durch Verhandlungen mit der EU seinen Amtseid verletzen und gegen die Verfassung verstossen. Auf der gegnerischen Seite hielten sich die Parteien zurück, stattdessen trat ein Komitee aus acht proeuropäischen Organisationen in Erscheinung. Sie betonten nochmals ausdrücklich, dass das Volk bei einem allfälligen EU-Beitritt ohnehin das letzte Wort habe. Ebenso würde die Verhandlungsposition des Bundesrats in jeder Hinsicht geschwächt. Trotz dem an sich brisanten Thema war das Interesse an der Abstimmung gering. Fast drei Viertel der Abstimmenden und sämtliche Kantone lehnten die Vorlage ab.

### Kriegsmaterial-Ausfuhrverbot
Die SP reichte im September 1992 eine Volksinitiative ein, mit der die Ausfuhr, die Durchfuhr und die Vermittlung von Kriegsmaterial vollständig untersagt werden sollte. Dasselbe sollte auch für Finanzierungsgeschäfte zu kriegerischen Zwecken gelten. Dem Verbot unterliegen würden auch zivil verwendbare Güter und Dienstleistungen, sofern sie zu kriegerischen Zwecken eingesetzt werden. Ebenfalls verboten würden Umgehungsgeschäfte. Im Sinne eines indirekten Gegenvorschlags leitete der Bundesrat daraufhin die Revision des Kriegsmaterialgesetzes ein, das verschärft werden sollte, wies jedoch die Initiative wie das Parlament zurück. In der parlamentarischen Debatte und während der Abstimmungskampagne offenbarte sich der typische Links-Rechts-Gegensatz, wobei sich die Diskussion hauptsächlich um die Frage drehte, wie sich die Initiative auf den Schweizer Arbeitsmarkt auswirken würde. Die Linken appellierten an das Gewissen und argumentierten, dass nur ein generelles Verbot für Glaubwürdigkeit sorge und garantiere, dass die Aussenwirtschaft ethischen Zielen untergeordnet würde. Hingegen hielten die bürgerlichen Parteien die Initiative für zu radikal und wirtschaftsschädlich. Nach Ansicht der Wirtschaftsverbände seien nach der Annahme bis zu 120'000 Arbeitsplätze gefährdet. Auch wenn diese Zahl übertrieben schien, so entfaltete das Argument eine besondere politische Schlagkraft. In der Folge lehnten über drei Viertel der Abstimmenden und alle Kantone die Vorlage ab.

### Aufhebung des Pulverregals
Die Produktion von und der Handel mit Schiesspulver waren seit der Gründung des Bundesstaates im Jahr 1848 ausschliesslich Sache des Bundes. Mit dem Monopol sollte damals sichergestellt werden, dass der Armee genügend Schiesspulver in einheitlicher Qualität zur Verfügung steht. Fast 150 Jahre später befand der Bundesrat, dass das so genannte Pulverregal praktisch bedeutungslos geworden sei. Dessen Hauptbedeutung liege nicht mehr bei der Produktion von Schiesspulver, sondern in der Bewilligungspflicht für die Einfuhr und Herstellung von schiesspulverhaltigen Erzeugnissen sowie von Feuerwerk, Feuerlöschern für Flugzeugtriebwerke und ähnlichem. Die Verfassungsbestimmung sollte ersatzlos gestrichen werden, stattdessen war eine Anpassung des Bundesgesetzes über explosionsgefährliche Stoffe vorgesehen. Selbst nach der Aufhebung des Monopols werde die Beschaffung von Munition hoher Qualität problemlos möglich sein. Zudem seien die wegfallenden Einnahmen von weniger als einer Million Franken vernachlässigbar. Das Parlament genehmigte den Antrag ohne Gegenstimme. Entsprechend machte sich keinerlei organisierte Opposition bemerkbar. Über vier Fünftel der Abstimmenden und alle Kantone teilten diese Meinung.

## Abstimmungen am 28. September 1997

### Ergebnisse
| Nr. | Vorlage                                                                                  | Art | Stimm- berechtigte | Abgegebene Stimmen | Beteiligung | Gültige Stimmen | Ja      | Nein      | Ja-Anteil | Nein-Anteil | Stände | Ergebnis |
| --- | ---------------------------------------------------------------------------------------- | --- | ------------------ | ------------------ | ----------- | --------------- | ------- | --------- | --------- | ----------- | ------ | -------- |
| 437 | Bundesbeschluss vom 13. Dezember 1996 über die Finanzierung der Arbeitslosenversicherung | FR  | 4'618'943          | 1'876'622          | 40,63 %     | 1'832'818       | 901'361 | 0'931'457 | 49,18 %   | 50,82 %     | –      | nein     |
| 438 | Eidgenössische Volksinitiative «Jugend ohne Drogen»                                      | VI  | 4'618'943          | 1'886'054          | 40,83 %     | 1'859'773       | 545'713 | 1'314'060 | 29,34 %   | 70,66 %     | 0:23   | nein     |

### Finanzierung der Arbeitslosenversicherung
Als Teil einer Reihe von Sparmassnahmen schlug der Bundesrat im September 1996 auch Leistungskürzungen bei der Arbeitslosenversicherung (ALV) vor, die eine Entlastung des Bundeshaushalts um jährlich rund 370 Millionen Franken ermöglichen sollten. Vorgesehen war, ab 1997 die ALV-Taggelder über 130 Franken um drei Prozent zu kürzen, die übrigen um ein Prozent. Die Kurzarbeitsentschädigung sollte 78 statt 80 Prozent des anrechenbaren Verdienstes betragen. Die Grenze der Zumutbarkeit für die Annahme einer neuen Stelle sollte von 70 auf 68 Prozent des versicherten Verdienstes gesenkt werden. Schliesslich sollte der Bund die A-fonds-perdu-Beiträge an die ALV ersatzlos streichen. Gegen den Widerstand der linken Parteien genehmigte das Parlament die vorgeschlagenen Gesetzesänderungen, worauf mehrere Arbeitslosenkomitees und Gewerkschaften aus der Romandie erfolgreich das Referendum ergriffen. Unterstützung erhielten sie von der SP, verschiedenen Links- und Rechtsaussenparteien, dem Schweizerischen Gewerkschaftsbund und der Vereinigung schweizerischer Angestelltenverbände (VSA). Die Gegner argumentierten, es handle sich bereits um die fünfte ALV-Kürzungsrunde seit 1993, was für viele Arbeitslose eine schwere finanzielle Belastung bedeute. Die bürgerlichen Parteien und die Wirtschaftsverbände wiesen vor allem auf das wachsende Defizit beim Bundeshaushalt und beim ALV-Ausgleichsfonds hin. In den Wochen vor der Abstimmung wurde publik, dass die Bundesverwaltung weitere massive ALV-Kürzungen prüfe, was die Gegner zu nutzen wussten. Eine knappe Mehrheit der Abstimmenden lehnte die Vorlage ab, wobei die Romandie und das Tessin die Deutschschweiz überstimmten.

### Jugend ohne Drogen
Ein Ad-hoc-Komitee, bestehend aus rechten Politikern und Vertretern des umstrittenen Vereins zur Förderung der Psychologischen Menschenkenntnis, beurteilte die damalige Drogenpolitik als zu liberal und reichte im September 1993 eine Volksinitiative ein. Die Drogenproblematik sollte mit einer restriktiven, direkt auf Abstinenz ausgerichteten Politik bekämpft werden. Zu diesem Zweck sollte der Bund Massnahmen zur Reduktion von Nachfrage und Konsum, zur Heilung der Abhängigkeit, zur Verminderung der sozialen und wirtschaftlichen Folgeschäden und zur Bekämpfung des Handels anordnen. Hingegen sollten Massnahmen zur Schadensbegrenzung und Überlebenshilfe verboten werden, soweit diese nicht direkt auf die Abstinenz ausgerichtet sind. Unter anderem wären dadurch die langjährige Verschreibung von Substitutionsmedikamenten wie Methadon und die kontrollierte Abgabe von Betäubungsmitteln verboten worden. Bundesrat und Parlament wiesen die Vorlage zurück. Für die Initiative sprachen sich die SVP und Rechtsaussenparteien aus, aber auch Teile der FDP. Im emotional geführten Abstimmungskampf bezeichneten sie die Drogenpolitik als Irrweg und als suchterhaltende Beihilfe zum Drogenkonsum. Gefordert sei eine abstinenzorientierte Drogenpolitik und daher ein striktes und systematisches Rauschgiftverbot. Die Gegnerschaft bezeichnete die Initiative als unrealistisch, unwirksam und unmenschlich. Eine Annahme hätte für die eigentlichen Opfer, die Drogensüchtigen, verheerende Folgen und würde dazu führen, dass die Konsumenten weiterhin härter bestraft würden als Drogenhändler. Mit einem Anteil von über 70 Prozent wurde die Initiative unerwartet deutlich abgelehnt, in keinem Kanton resultierte eine zustimmende Mehrheit.